# モルデハイ・アニエレヴィッツ
モルデハイ・アニエレヴィッツ（Mordechaj Anielewicz、1919年 – 1943年5月8日）は、「ユダヤ人戦闘組織」の司令官を務めたポーランド系ユダヤ人である。ワルシャワ・ゲットー蜂起を指揮した人物として知られる。

## 略歴

### 生い立ち
ワルシャワ近くのヴィシュクフ（Wyszków）の貧しいユダヤ人家庭に生まれた。ワルシャワ・ヘブライ高校を卒業した後、シオニストの社会主義者青年グループ「ハショメル・ハツァイル（Hashomer Hatzair、「若き守護者」の意）」に参加。

### 抵抗運動に身を投じる
1939年9月にドイツ軍のポーランド侵攻があるとワルシャワから脱出し、ポーランド軍がいる東部地域へ逃れたが、独ソ不可侵条約の秘密協定を理由としてソ連赤軍も東からポーランド侵攻を開始してきたため、アニエレヴィッツはルーマニアの国境を越えてイギリス委任統治領パレスチナへ亡命しようとしたが、ソ連軍に捕まって投獄された。間もなく釈放されたがドイツ軍占領下のワルシャワに送り返された。
その後、ソ連軍占領下のリトアニアのヴィリニュスへ移り、ポーランドからの難民として逃れてきたユダヤ人青年組織や政治団体に接触してポーランドへ帰国してドイツ軍占領軍と戦うことを求めた。アニエレヴィッツ自身も恋人のミラ・フックラー(Mira Fukrer)とともにワルシャワへ戻り、1940年1月から青年グループを組織して「ハショメル・ハツァイル」のリーダーとなり、地下工作活動を開始する。ゲットー内でキブツを作り、また地下新聞を発行した。

### ワルシャワ・ゲットー第一次移送作戦

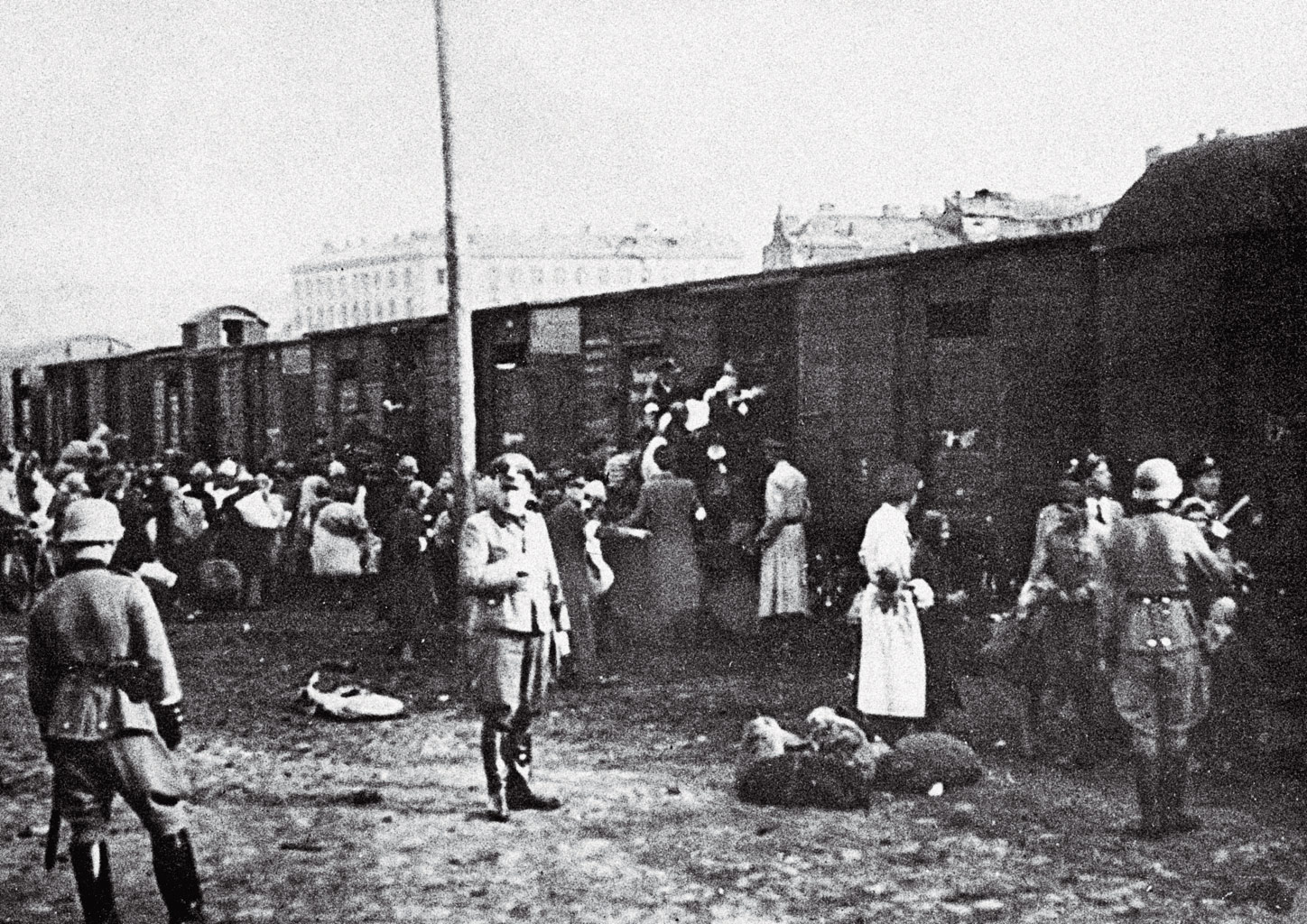
ワルシャワ・ゲットーの集荷場。トレブリンカ絶滅収容所へ移送されるユダヤ人たち。

1942年3月頃から「ラインハルト作戦」によって東欧のゲットーで暮らすユダヤ人たちが続々と絶滅収容所へ移送されて殺害されるようになった。ワルシャワ・ゲットーでも1942年7月から9月にかけての第一次移送作戦で約30万人のユダヤ人がトレブリンカ絶滅収容所へ移送されて殺害されている。
この移送作戦が終わった時点でワルシャワ・ゲットーに残っているユダヤ人の数はせいぜい7万人だった。うち半数は登録されていたが、もう半数は隠れている者たちだった。ゲットーの多くの部分は空になってしまった。

### ユダヤ人戦闘組織の指揮官に
第一次移送作戦のさなかの1942年7月28日にハショメル・ハツァイル、「ハボーニム・ドロール」（en:Habonim Dror,ユダヤ教賢者名に由来）、「ブネイ・アキバ」（en:Bnei Akiva,ユダヤ教賢者名に由来）などゲットー内の左翼シオニスト青年組織が会合を開き、「ユダヤ人戦闘組織」の結成で合意した。その司令官にはハショメル・ハツァイル指導者アニエレヴィッツが選ばれた。しかしこの時、アニエレヴィッツはワルシャワを脱出してザグレビーで任務中だったため不在だった。
9月にアニエレヴィッツがワルシャワ・ゲットーに戻り、組織を指導するようになると武装蜂起の準備が本格的に開始されるようになった。国内軍などゲットー外のポーランド人レジスタンス組織と接触を図り、武器を仕入れようとしたが、ポーランド人の間にも反ユダヤ主義は根強く、大金を積んだにもかかわらず彼らがくれた物は拳銃10丁だけだった。結局機関銃など主力となる武器はドイツ軍から武器を盗んだり購入したりした仲介人から購入することになった。
ユダヤ人戦闘組織は彼らが対独協力者と看做していたユダヤ人評議会とユダヤ人ゲットー警察に対するテロ活動から開始した。ゲットー警察長官ヤーコプ・レイキンやユダヤ人評議会経済局長イズラエル・フィルストなどを暗殺した。これによりユダヤ人評議会とゲットー警察のゲットー内における威信は大きく低下した。

### 第二次移送作戦に抵抗
1943年1月9日にSS全国指導者ハインリヒ・ヒムラー自らがワルシャワを訪れた。まだ4万人のユダヤ人がゲットーにいること（実際には隠れている者たちがもう少し多くいた）を報告されたヒムラーは、さらに8000人のユダヤ人を移送するよう命じた。
ヒムラーの命を受けてSS・警察部隊は1月18日から第二次移送作戦を開始した。これにより6500人のユダヤ人が移送され、1171人のユダヤ人が殺害された。この移送作戦の際にアニエレヴィッツは小グループを率いて武装抵抗を起こした。この武装抵抗によって数名のドイツ人の殺害に成功したが、すぐに応援が駆け付けてきたため、武装抵抗したユダヤ人たちは小さな家屋に追い込まれてそこでほぼ全滅した。しかしアニエレヴィッツ自身は奇跡的に脱出に成功している。
この抵抗運動はこれまで武装抵抗に懐疑的だったゲットー住民からも高く評価された。彼らは第二次移送作戦が最初と比べて小規模ですんだのはドイツ当局が抵抗運動に恐れをなしたからだと考えた（実際にはヒムラーがもともと8000人の移送しか命じていないためだったが）。アニエレヴィッツとユダヤ人戦闘組織の権威は急速に高まり、それはゲットー内で一種の「革命政権」となった。一方ユダヤ人評議会はますます権威を落とした。ユダヤ人評議会議長マレク・リヒテンバウムはドイツ当局からの命令に対して「私はもはやゲットー内に何の権威も持っていない。権威を持っているのは別の組織だ。それはユダヤ人戦闘組織だ」と答えている。
ユダヤ人戦闘組織はドイツ当局がいつゲットー住民移送を再開しても武装抵抗を起こせるよう準備を開始した。ユダヤ人評議会を脅迫してその予算を吐き出させ、またゲットー住民の富裕層に高い税金を課すことで資金を集め、それを武器購入費用にあてた。一般のゲットー住民が隠れ家を作るのに奔走していた1943年1月から4月のあいだ、ユダヤ人戦闘組織の戦闘員たちは戦闘訓練にあけくれていた。

### ワルシャワ・ゲットー蜂起

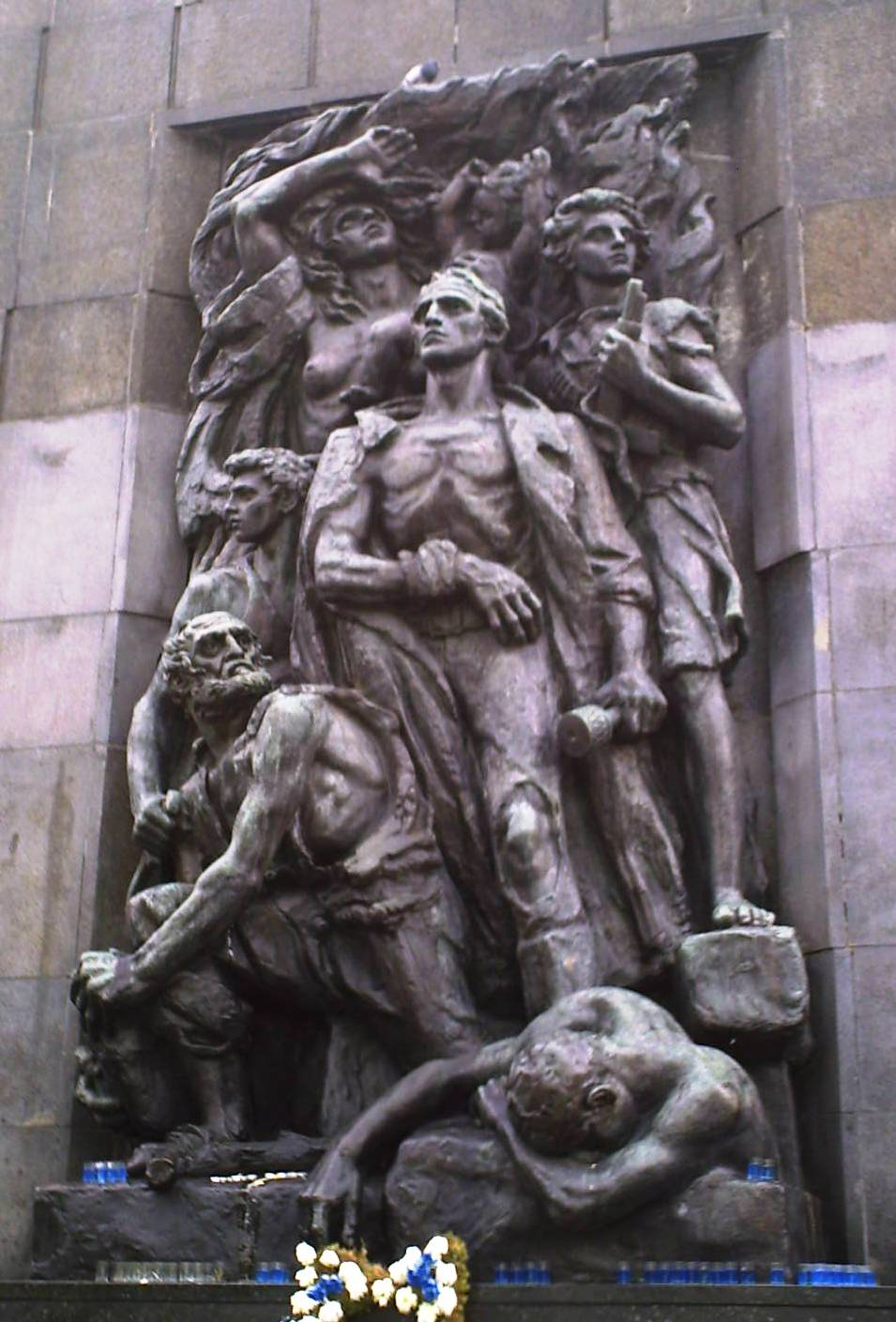
ワルシャワに立つゲットー英雄記念碑。中心に描かれた人物がモルデハイ・アニエレヴィッツ

1943年4月18日、ドイツ軍が武力鎮圧に出るという報せがワルシャワ・ゲットーに届いた。アニエレヴィッツ以下「ユダヤ人戦闘組織」は急ごしらえで要塞に改築された地下室に立てこもり、ドイツ軍襲来に備えた。
4月19日に「ワルシャワ」親衛隊及び警察指導者代理フェルディナント・フォン・ザンメルン・フランケネックSS上級大佐率いるSS・警察部隊が数台の戦車、装甲車、火炎放射器、大砲などをもってゲットー内に侵入してきた。ユダヤ人戦闘組織は火炎瓶で戦車の足を止め、SS兵たちに銃撃をあびせた。さしたる困難が生じるとは思っていなかったザンメルン・フランケネックはこれに驚いてゲットーから部隊を撤退させた。ザンメルン・フランケネックに代わってユルゲン・シュトロープSS少将が新しい指揮官に就任し、彼の指揮の下にSS・警察部隊は再びゲットーに侵入してきたが、機関銃によってこれを撃退し、SS・警察部隊は再度ゲットーから撤退することとなった。
しかし勝利はこの日だけであった。つづく数日間の市街地戦でシュトロープはゲットーの建物や通りをすべて焼き尽くす焦土作戦を実施し、ユダヤ人戦闘組織は地下壕へ追い込まれていった。地下壕の環境は劣悪であり、またSSが地下壕にガス弾を投げ込んできたため、苦しい戦いを強いられた。それでもSSは3日間で鎮圧する予定であったところ、ユダヤ人たちは勇敢に戦って1カ月も持ちこたえたのである。
アニエレヴィッツは4月23日に副司令官のイツハク・ツケルマンに宛ててこのような手紙を遺している。
1943年5月8日、ミワ18番地のユダヤ人戦闘組織本部地下壕がSS部隊に発見されて攻撃を受けた。アニエレヴィッツはここで戦死した。24歳だった。

### 死後

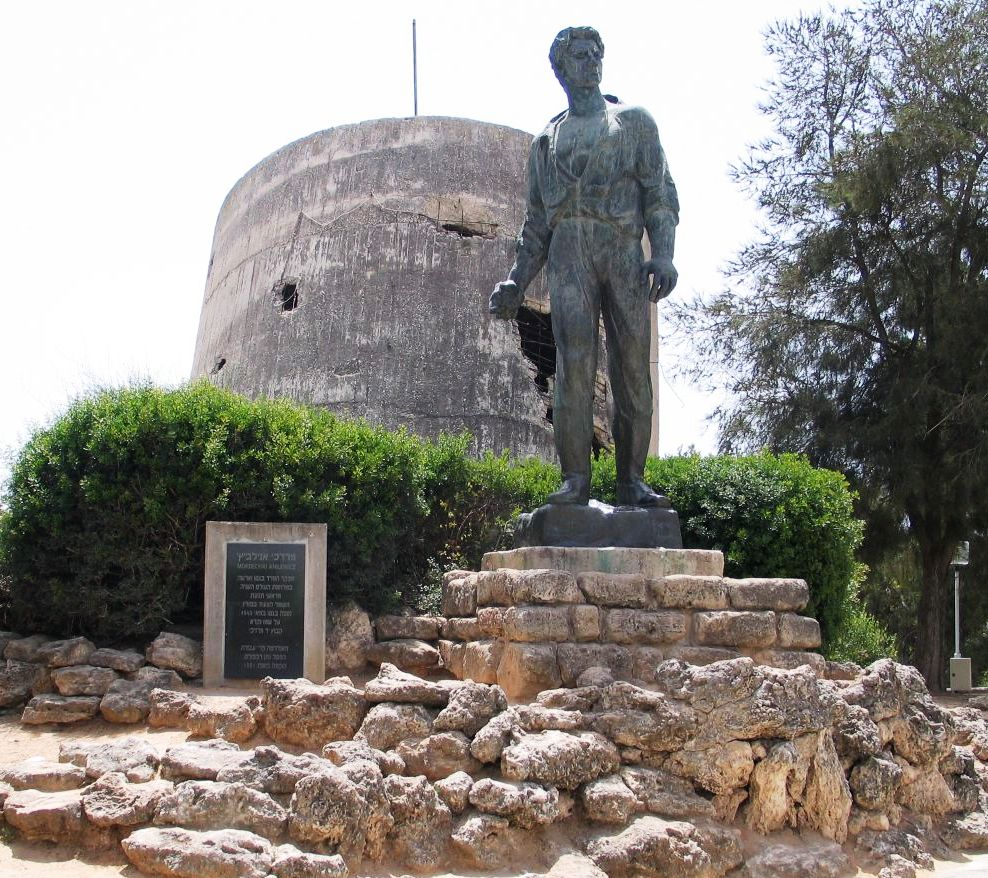
ヤド・モルデハイに立つモルデハイ・アニエレヴィッツの記念碑

1944年にロンドンのポーランド亡命政府はアニエレヴィッツにポーランドの最高戦功勲章である「勇敢軍事勲章」（Order Virtuti Militari）を追贈した。イスラエルのキブツのヤド・モルデハイ（Yad Mordechai）は彼の名前を由来としており、彼の記念碑がたてられている。